# Нисисиракава
Нисисиракава (яп. 西白河郡 Нисисиракава-гун) уезд расположен в префектуре Фукусима, Япония.

Расположение уезда Нисисиракава в префектуре Фукусима.

По оценкам на 1 апреля 2017 года, население составляет 48,938 человек, площадь 306.81 км ², плотность 160 человек / км ². 

## Посёлки и сёла
- Ябуки
- Идзумидзаки
- Накадзима
- Нисиго

## Слияния
- 7 ноября 2005 года сёла Тайсин, Омотего и Хигаси вошли в состав города Сиракава.